# Карачаево-Черкесский государственный университет
Карачаево-Черкесский государственный университет имени У. Д. Алиева — ведущее образовательное учреждение Карачаево-Черкесии, располагается в городе Карачаевск. 
Первое высшее учебное заведение республики, основанное в 1938 году.

## Структура
В структуре университета: 
2 института (институт филологии, институт культуры и искусств) 
8 факультетов (физико-математический, физической культуры, педагогики и методики начального образования, исторический, естественно-географический, психологии, экономики и управления, повышения квалификации и профессиональной переподготовки специалистов). 
С 1992 года в университете открыта аспирантура, где обучаются аспиранты и соискатели из разных регионов России. Функционирует диссертационный совет по специальности «Общая педагогика, история педагогики и образования».
Профессорско-преподавательский коллектив и сотрудники КЧГУ сегодня – это 836 человек: 338 преподавателей, 50 докторов наук и профессоров, 215 – кандидатов наук, 128 – доцентов, 14 действительных членов и 8 членов-корреспондентов различных российских и международных академий; члены Союзов писателей, журналистов, композиторов, художников Российской Федерации и Карачаево-Черкесии. 
Ректор университета — Таусолтан Аубекирович Узденов.